# San Marino ai Giochi della XXV Olimpiade
San Marino partecipò ai Giochi della XXV Olimpiade, svoltisi a Barcellona, Spagna, dal 25 luglio al 9 agosto 1992, con una delegazione di 17 atleti impegnati in sette discipline.